# تولید فیلم پشت سر هم
فیلم‌برداری پشت سر هم (انگلیسی: Back-to-back filming) به روشی در فیلم‌سازی گفته می‌شود که طی آن، دو یا چند فیلم به صورت یکجا و در قالب یک تولید واحد فیلم‌برداری می‌شوند. این روش با هدف کاهش هزینه‌ها و صرفه‌جویی در زمان انجام می‌شود. سه‌گانه‌ها در صنعت سینما به ویژه در ژانرهای علمی تخیلی، فانتزی، اکشن، ترسناک، دلهره‌آور و ماجراجویی بسیار رایج هستند. در بسیاری از موارد، اگر قسمت اول یک فیلم با موفقیت مالی همراه باشد، شرکت تولیدکننده ممکن است هم‌زمان با یکدیگر، تولید قسمت دوم و سوم را تأیید و آنها را پشت سر هم فیلم‌برداری کند. همچنین در مواردی که رمانی بلند برای ساخت نسخهٔ سینمایی به چند قسمت تقسیم می‌شود، معمولاً آن قسمت‌ها نیز به صورت پشت سر هم فیلم‌برداری می‌شوند.

## استدلال
در فیلم‌سازی مدرن، استخدام‌ها به صورت پروژه محور، موقتی و «وابسته به هر فیلم، نه شرکت تولیدکننده» انجام می‌شوند. تقریباً تمام فعالان این صنعت فریلنسر هستند که به آسانی از یک پروژه به پروژه‌ای دیگر می‌روند و تا زمانی که دستمزد خود را دریافت کنند، وفاداری خاصی به یک استودیو یا شرکت ندارند.
این ساختار با سیستم استودیویی قدیمی تفاوت دارد. در گذشته، سیستم استودیو نوعی تولید انبوه بود که در آن استودیو مالک تمام ابزارهای تولید (مانند سِن‌های صدابرداری، لباس‌ها، دکورها و وسایل صحنه) بود و تعداد زیادی از بازیگران و عوامل فنی را با قراردادهای بلندمدت در استخدام خود داشت. در چارچوب این قراردادها، بازیگران موظف بودند فقط با یک استودیو کار کنند و «صرف‌نظر از موفقیت یا شکست فیلم‌ها، دستمزدی هفتگی و ثابت دریافت می‌کردند». در آن دوره، «یک تهیه‌کننده متعهد بود سالانه شش تا هشت فیلم با تیمی نسبتاً ثابت تولید کند». اما پس از سال ۱۹۵۵ و با جایگزین شدن سیستم جدید، فیلم‌سازی «به قالبی کوتاه مدت و پروژه محور» تبدیل شد؛ به این معنا که تهیه‌کننده باید برای هر پروژه، تیم جدیدی از بازیگران و عوامل را از ابتدا گردآوری کند و تجهیزات یا منابع مورد نیاز تولید را فقط در صورت نیاز از پیمانکاران اجاره نماید. در این ساختار جدید، ستارگان سینما با برهم زدن معادله سنتی، «ورق را به نفع خود برگرداندند و موقعیتشان را نسبت به استودیوها تقویت کردند» و اکنون «خدمات خود را در هر فیلم به بالاترین پیشنهاد واگذار می‌کنند».
مزیت اصلی نظام کنونی این است که استودیوهای فیلم‌سازی دیگر نیازی به پرداخت دستمزد به افرادی که در تولیدات جاری نقشی ندارند ندارند و همچنین مجبور نیستند برای بهره‌برداری بهینه از هزینه‌های پیشین منابع انسانی، مرتباً پروژه‌های جدید را تصویب و تولید کنند. در این ساختار، تمرکز استودیوها از «سرعت در تولید» به سمت «برنامه‌ریزی مشارکتی بیشتر پیش از آغاز فیلم‌برداری» تغییر یافته است. با این حال، اکنون اگر استودیو بخواهد فرد خاصی را برای یک فیلم استخدام کند، ممکن است آن شخص در آن زمان خاص مشغول همکاری با پروژه‌ای دیگر برای شرکتی دیگر باشد. به همین دلیل، استودیوها (و در نهایت سرمایه‌گذاران، سهام‌داران یا حامیان مالی آن‌ها) ناگزیرند در هر فیلم، هزینه‌های مبادلاتی قابل‌توجهی را متحمل شوند؛ چرا که باید فرد مناسب را با قیمت مناسب و در زمان مناسب در اختیار داشته باشند. در صورت در دسترس نبودن آن فرد، ناچارند به سرعت گزینه‌ای جایگزین و رضایت‌بخش پیدا کنند. تمام کارگردانان و تهیه‌کنندگان موفق، اعضای منتخب و مورد علاقه‌ای در تیم‌های بازیگری یا عوامل فنی دارند که ترجیح می‌دهند با آن‌ها همکاری کنند؛ اما اگر آن بازیگر مکمل ایدئال، طراح لباس خاص یا آهنگ‌ساز مورد نظر از پیش مشغول پروژه‌ای دیگر باشد، این ترجیح کمکی به استودیو نمی‌کند. در مقایسه با نظام پیشین، کارگردانان و ستارگان «بخش قابل‌توجهی از زمان خود را صرف مذاکره برای قرارداد هر فیلم جدید می‌کنند».
بنابراین، اگر فیلمی در گیشه موفق ظاهر شود و به نظر برسد که با ترکیب خاصی از بازیگران، عوامل و داستان، فرمولی موفق ایجاد کرده، یکی از راه‌های کاهش هزینه‌های معاملاتی در ساخت دنباله‌ها، بازگرداندن هرچه سریع‌تر بخش بزرگی از همان تیم تولید و بازیگران است (پیش از آن‌که کسی فوت کند، بازنشسته شود یا با پروژه‌ای دیگر دچار تداخل زمانی شود) و انعقاد قرارداد برای یک تولید واحد که سپس به عنوان چند فیلم مجزا تدوین، منتشر و تبلیغ شود.
فیلم‌برداری پشت سر هم همچنین مشکل افزایش سن مشهود بازیگران بین دنباله‌ها را کاهش می‌دهد، به ویژه در مواردی که در داستان، گذر زمان قابل توجهی بین قسمت‌ها در نظر گرفته نشده است. جیمز کامرون این مشکل را «اثر چیزهای عجیب» نامیده است – حالتی که در آن شخصیت‌هایی که قرار است در دبیرستان باشند، توسط بازیگرانی با حدود یک دهه سن بیشتر بازی می‌شوند – و آن را به‌عنوان یکی از دلایل فیلم‌برداری پشت سر هم قسمت دوم، سوم و بخشی از قسمت چهارم مجموعه‌فیلم آواتار عنوان کرد.
پیشگام فیلم‌برداری پشت سر هم در دوران مدرن، تهیه‌کننده الکساندر سالکایند بود که در جریان تولید فیلم سه تفنگدار (۱۹۷۳) تصمیم گرفت پروژه را به دو فیلم تقسیم کند؛ فیلم دوم با نام چهار تفنگدار (۱۹۷۴) منتشر شد. بازیگران پس از اتمام فیلم‌برداری، وقتی مطلع شدند که در حال بازی در دو فیلم مجزا بوده‌اند نه یک فیلم، نارضایتی شدیدی ابراز کردند. در نتیجه، انجمن بازیگران سینما بندی را به‌نام «بند سالکایند» وضع کرد که الزام می‌کرد بازیگران برای هر فیلم، جداگانه دستمزد دریافت کنند. سالکایند و پسرش ایلیا، بعدها دو فیلم سوپرمن (۱۹۷۸) و سوپرمن ۲ (۱۹۸۰) را نیز به صورت پشت سر هم تولید کردند.